# Рампа (музичка група)
РАМПА, скраћено од Радиоактивна мелодија Панчева, српска је музичка група из Панчева, основана крајем 2016. године. Музички стил ове групе обојен је мешавином рока, попа и фанка.

## Историјат

### Почеци и први наступи
Музичка група РАМПА је оформљена 2016. године у Панчеву и у почетку је бројала 5 чланова: Бранимир Колоцка — фронтмен (вокал, виолина), Михаило Ђорђевић и Александар Симић (гитаре), Никола Влаховић (бас) и Иван Соломун (бубањ). У том периоду углавном су свирали обраде еx-yu сцене као и стране рок-хитове, а наступе су одржавали у родном граду. Током 2017. овом бенду се прикључује и Николета Недељковић (вокал, клавијатуре) чији се глас фантастично уклопио у већ постојећу поставу. Од августа 2017. почињу са компоновањем ауторских песама где се највише осети утицај рок музике (Партибрејскерси, ЕКВ, Arctic Monkeys...).

### Дебитовање и албум „Овај град"
На платформи Youtube дебитовали су песмом и спотом Сам у марту 2018. године. Песма је снимљена у студију Revenge у Београду, а продуцент је Стефан Родић. Фронтмен бенда је уједно и текстописац ове нумере, док је спот урадио Лука Ивановић. У међувремену су учествовали на међународном пројекту Music for human rights који се те исте године одржавао у Берлину. Тада су снимили и 2. спот за песму Посебна објављен јула 2018. Продуктивност овог музичког састава није опала, те су у наредном периоду након 2 месеца објавили и 3. спот за песму Не заборављам којом су започели бројне свирке по Србији. Ова композиција је и даље најгледанија на њиховом Youtube каналу.
Почетком 2019. године избацују 4. спот за песму Живот је леп у којем се запажа једна новина — виолина коју свира фронтмен бенда. Као гост појављује се и Марио Шеварац (Дубиоза колектив) на саксофону. Одмах потом учествују на музичком фестивалу Moonwalk у Панчеву. Рампа у априлу избацује први албум под називом Овај град за издавачку кућу Контра који је доступан на Youtube, Deezer, Spotify, iTunes, Bandcamp. Састоји се из 8 песама у које су уврштене и претходно објављене нумере. Продуцент и студио нису се мењали ни овом приликом (Стефа Родић, Revenge). Омот за албум израдио је Лука Ивановић (продуцент претходних спотова). Поново учествују на пројекту Music for human rights, овог пута у Јерусалиму. У међувремену интензивно наступају по градовима широм Србије и региона. Крајем 2019. пријављују се за 9. такмичење Београдског ауторског рок фестивала, пролазе у финале, да би на крају заузели прво место у пуној сали Дома омладине једногласном одлуком жирија. Такође, у децембру избацују и 4. сингл-спот за песму Шта нама треба где се уочава нешто модернији звук под утицајем новијих трендова.
Рампа се поред бројних наступа може похвалити тиме да је делила сцену са групама Неверне бебе, Irie FM и Ничим изазван.

## Чланови

### Садашњи
- Бранимир Колоцка — вокал, виолина (фронтмен)
- Николета Недељковић — вокал, клавијатуре
- Михаило Ђорђевић — гитара
- Александар Симић — гитара
- Никола Влаховић — бас гитара
- Иван Соломун — бубњеви

## Дискографија

### Студијски албуми
- Овај град (2019)

1. Голо тело
2. Уместо мене
3. Не заборављам
4. Посебна
5. Стар, сед и сам
6. Сам
7. Живот је леп
8. Град

## Наступи
- Београд
- Нови Сад
- Суботица
- Ниш
- Вршац
- Стара Пазова
- Горњи Милановац
- Јагодина
- Бијељина
- Сарајево

## Награде
| Година | такмичење                     | исход    |
| ------ | ----------------------------- | -------- |
| 2019.  | Б.А.Р.Ф.9                     | 1. место |
| 2019.  | Фестивал Прича                | # место  |
| 2019.  | Великоградиштанска гитаријада | 3. место |